# Schreeuwkikker
De schreeuwkikker (Lithobates clamitans, synoniem: Rana clamitans) is een kikker uit de familie van de echte kikkers (Ranidae).
De wetenschappelijke naam werd gepubliceerd door Latreille in 1801.

## Verspreiding en habitat
De schreeuwkikker komt van nature voor in de oostelijke helft van de Verenigde Staten en het zuidoosten van Canada. De schreeuwkikker leeft in en rond ondiep water als bronnen, moerassen, vijvers en meren, waar zich voldoende begroeiing bevindt en komt ook in vijvers in stedelijke gebieden voor. De soort is hoofdzakelijk 's nachts actief en is moeilijk zichtbaar voor mensen.

## Uiterlijke kenmerken
De kikker kan een lengte van 5 tot 10 centimeter bereiken.
Het mannetje heeft een duidelijk zichtbaar trommelvlies en een gele keel, terwijl het vrouwtje een witte keel heeft en een wat kleiner trommelvlies. De kikker heeft duidelijke dorsolaterale randen (opstaande lijsten aan de achter- en zijzijde). Dit in tegenstelling tot de Amerikaanse stierkikker, waar deze volledig afwezig zijn. Hoewel de Engelse naam 'Green frog' ('groene kikker') anders doet vermoeden, komt de kikker voor in meerdere kleuren (brons, bruin of lichtgroen), afhankelijk van zijn leefomgeving. Een enkele keer wordt een exemplaar met een blauwe kleur aangetroffen. Er worden twee ondersoorten onderscheiden; de veelvoorkomende noordelijke L. c. melanota en de vooral in het zuiden levende L. c. clamitans.

## Gedrag
De mannetjes zijn eenvoudig te benaderen in het broedseizoen, wanneer ze hun territorium verdedigen. Dit verdedigen kan gepaard gaan met worstelpartijen met andere mannetjes die hun gebied proberen binnen te dringen. De soort houdt in het koude seizoen een winterslaap. De kikker is een veelal solitaire soort, die alleen tijdens het broedseizoen soortgenoten opzoekt.
De mannelijke schreeuwkikker maakt een tokkel-achtig 'ploing'- geluid om een vrouwtje te lokken en het gekwaak lijkt op dat van de banjokikker (Limnodynastes dorsalis) uit de familie Australische fluitkikkers.

## Ondersoorten
- Lithobates clamitans clamitans; (Engels; 'bronze frog'), 5,7 tot 9 cm, maximaal bijna 11 cm.
- Lithobates clamitans melanota; (Engels: green frog); 5,4 tot 7,5 cm, maximaal 8,7 cm.

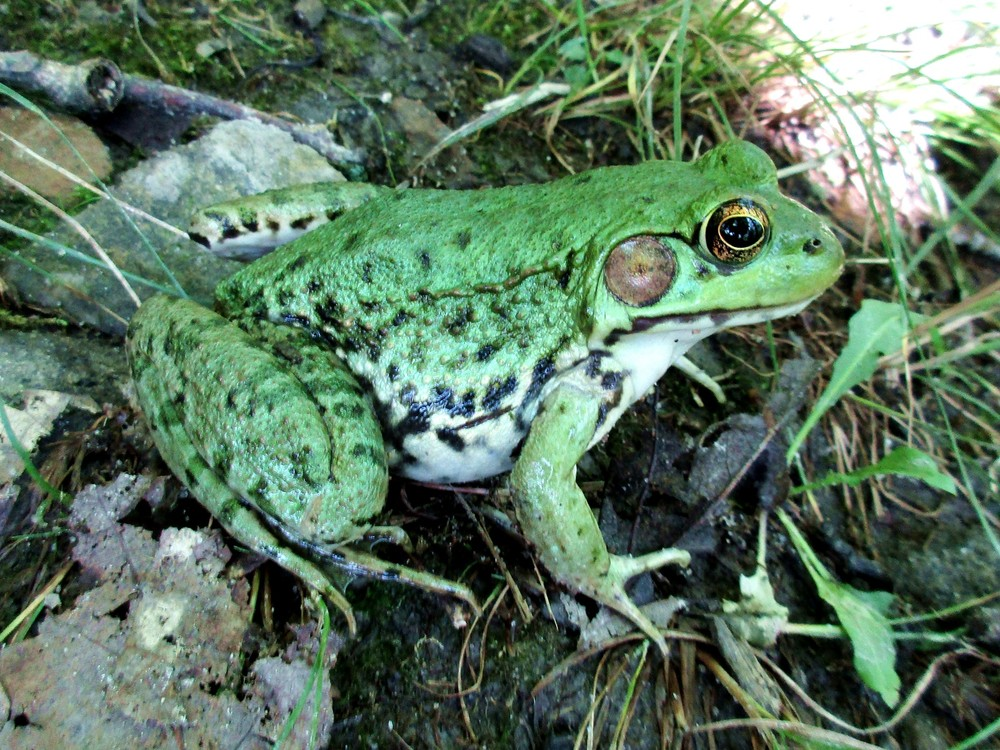
Lithobates clamitans melanota
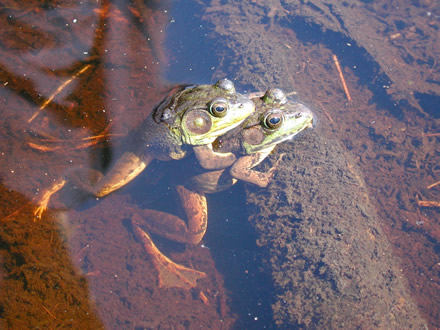
Paring
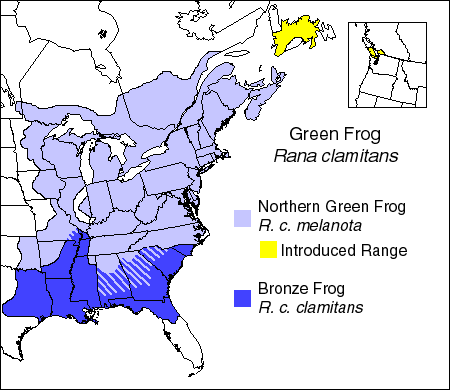
Verspreidingsgebied van beide ondersoorten